# Kingsbury (Texas)
Kingsbury é uma Região censo-designada localizada no estado norte-americano de Texas, no Condado de Guadalupe.

## Demografia
Segundo o censo norte-americano de 2000, a sua população era de 652 habitantes.

## Geografia
De acordo com o United States Census Bureau tem uma área de
74,7 km², dos quais 74,5 km² cobertos por terra e 0,2 km² cobertos por água. Kingsbury localiza-se a aproximadamente 186 m acima do nível do mar.

## Localidades na vizinhança
O diagrama seguinte representa as localidades num raio de 24 km ao redor de Kingsbury.